# Малубітінг
Малубітінг — друга за висотою гора групи Ракапоші Рендж, частини Каракорума, в північному Пакистані.

## Географія
Лежить на північному кордоні  Індії між річками Гунза та Шігар. Віддалений приблизно за 40 км на південний схід від Ракапоші і за 50 км на схід від міста Гілгіт.
Гора має кілька вершин (назва — абсолютна висота, відносна висота):
- Малубітінг (головна) — 7458 м, 2193 м;
- Малубітінг (центральна) — 7260 м;
- Малубітінг (східна) — 6970 м, 254 м;
- Малубітінг (північна) — 6843 м, 143 м;

## Історія
Невдалі спроби підкорення цього піка мали місце в 1955, 1959, 1968, 1969, 1970 та 1971 рр. Перше вдале сходження в 1971 р. здійснили члени австрійської експедиції K. Pirker, H. Schell, H. Schindlbacher, H. Sturm.